# Allerød község
Allerød község (dánul: Allerød Kommune) Dánia 98 községének (kommune, helyi önkormányzattal rendelkező közigazgatási egység) egyike.
A 2007. január 1-jén életbe lépő közigazgatási reform nem érintette.

## Települések
Települések és népességük:

Koppenhága és a környező községek

- Birkerød (24 – több községhez tartozik)
- Blovstrød (2156)
- Lynge (4047)
- Lillerød (15616)
- Nymølle (382)

### Külső hivatkozások
- Hivatalos honlap (dán, angol)